# Υ
Upsilon（大写Υ，小写υ，中文音译：宇普西龙），是第二十个希腊字母。Upsilon 的希臘語是 ，意思是「簡單的 u」。
西里尔字母的 У 及拉丁字母的 F、U、V、W 和 Y 都是由 Upsilon 演变而成。
大寫的Υ表示粒子物理學中由底夸克及其反夸克組成的Υ介子({\displaystyle b{\bar {b}}})。